# Myrcia albobrunnea
Myrcia albobrunnea  es una especie de  planta con flor en la familia de las Myrtaceae. 

## Distribución y hábitat
Es endémica de Perú en Loreto: Mishuyacu, en los bosques a una altitud de 100 m,  y de Ecuador.  Tiene amenaza por destrucción de hábitat; y es un árbol conocido de pocas colecciones, por ej. de la región de Iquitos, desconociéndose tamaño y características de las subpoblaciones.

## Taxonomía
Myrcia albobrunnea fue descrita por Rogers McVaugh y publicado en Fieldiana, Botany 29(3): 187. 1956.